# Abeja hilandera
Las abejas hilanderas (en inglés Spinning bees) fueron eventos públicos del siglo XVIII en los que las mujeres de las Trece Colonias producían telas hechas en casa, para así ayudar a los colonos a reducir su dependencia de los productos británicos. Emergieron en la década anterior a la Revolución estadounidense, como una forma en la que las mujeres protestaron en contra de las políticas y los impuestos británicos.

## Trasfondo histórico
Gran Bretaña impuso impuestos a sus colonias americanas para ayudar a pagar las deudas en las que incurrió Gran Bretaña durante la Guerra franco-india. Por ejemplo, la Ley del Sello 1765, aprobada en 1765, gravó los documentos oficiales en toda la colonia. La Corona británica consideró estas medidas como una forma legítima de recaudación de impuestos. En contraste, muchos colonos vieron estos actos como tiránicos, argumentando que los impuestos sin consentimiento violaban sus derechos como ingleses. Una forma común en la que los colonos protestaron por esta ley del Parlamento, fue mediante acuerdos de no importanción y boicots. Aunque la Ley del Sello de 1765 fue derogada en 1766, el Parlamento aprobó el año siguiente las Leyes de Townshend, imponiendo un nuevo impuesto sobre bienes como el vidrio y el pápel. Los movimientos de no importanción y los boicots se reanudaron en protesta por estos impuestos adicionales. Las abejas hiladoras se encontraban entre estos actos de desafío a las leyes de Townshend, al fomentar la producción local de telas, en lugar de comprar textiles ingleses importados, los cuales soportaban el nuevo impuesto.

## Importancia política
El hilado y las prendas hechas en casa que producían estas abejas hiladoras, se convirtieron en un símbolo político y en un boicot material. El uso de ropa hecha en casa mostró a otros colonos que el usuario protestaba contra los británicos, al negarse a comprar ropa británica. Además de los colonos promedio, los líderes y políticos coloniales prominentes también se vistieron con ropa casera, como muestra de rebelión contra la Corona británica. Un año antes del estallido de la Revolución, la totalidad de la clase que se graduó de Harvard vestía prendas caseras.
Las abejas hiladoras también tenían una improtancia personal para las mujeres, al involucrar a las mujeres en la resistencia a Gran Bretaña, donde anteriormente habían sido excluidas de las demostraciones públicas de resistencia contra la Corona.

## Proceso de las abejas hiladoras
Las abejas hiladoras fueron patrocinadas por grupos rebeldes, tales como las Hijas de la Libertad, representando así una forma en que las mujeres coloniales podían involucrarse en la protesta de las políticas imperiales. Las colonias dependían de Gran Bretaña para los textiles, lo que significa que un boicot exitoso requeriría fuentes alternativas para muchos bienes que importaban los colonos. La tarea de promulgar el boicot recayó en las mujeres, proporcionándoles una oportunidad de ingresar al lado público de la protesta junto a los hombres contra la Corona británica. Las mujeres comenzaron a competir públicamente entre sí, pára ver quién podía hacer la tela más casera, conocida como "tejida en casa". Este concurso se conoció como "Abejas hiladoras".
Los Hijos de la Libertad a menudo coorganizaron estos eventos con las Hijas de Libertad como una forma de apoyar públicamente la causa patriótica contra los británicos. Como otras festividades locales de la época, las abejas hiladoras incluían canciones, picnics, y competencias amistosas. Los relatos de los periódicos, por ejemplo los de Rhode Island, también demustran que las abejas hiladoras intentaron utilizar el espíritu de competencia para cerrar la brecha entre las mujeres casadas y solteras, así como entre las mujeres de clase baja y alta. Las abejas hiladoras a menudo eran eventos comunitarios, que se llevaban a cabo en el centro de la ciudad o en la casa del ministro de la ciudad, dependiendo del estatus de clase de las mujeres involucradas. Era más probable que las mujeres más pobres hilaran como parte de una fiesta más grande, que las mujeres de clase alta, que hilaban en la casa de su ministro.

## Legado
Las abejas hiladoras fueron un predecesor del trabajo remunerado de las mujeres fuera del hogar. Dado que las abejas hiladoras requerían que las mujeres hilaran y tejieran en público, presentaron una oportunidad para que las mujeres participaran en la economía colonial en un entorno público. Las capacidades de las mujeres de hilar y tejer en público allanó el camino para el eventual papel de la mujer en el sistema de fábrica de los Estados Unidos. El trabajo en las fábricas se convirtió en una de las pocas ocupaciones abiertas a las mujeres en el siglo XIX.

## En otros países
Antes del advenimiento de la iluminación eléctrica en Europa, las mujeres rurales y urbanas en Alemania se reunían para hacer sus hilanderías y otras artesanías en una sola casa o habitación con el fin de conservar leña, velas, y aceite de linterna, así ahorrando colectivamente suministros para calefacción e iluminación. Esto se denominó de forma variable según el dialecto como Spinnstube (l. 'sala de hilar'),  (sala de luz), o  (sala de rueca), entre otros términos.  Si bien las salas de hilado estaban nominalmente segregadas por género, era común que los hombres jóvenes visitaran las salas de hilado para acompañar a las mujeres jóvenes a casa por la noche. Como tal, era uno de los pocos lugares donde se podía iniciar una relación lejos de la mirada atenta de las autoridades de la iglesia, y los miembros de la familia. Desde el siglo XVI en adelante, esta práctica provocó la indignación de católicos y protestantes por igual, debido a las acusaciones de libertinaje sexual. En respuesta, un Lichtherrn (‘hombre linterna') podría ser asignado a una sala de hilado para responsabilizar a los miembros de las autoridades espirituales. 
Ernest Borneman menciona los siguientes términos obscenos referentes a los cuartos de hilado:
- Brechelbraut (‘novia traviesa’), Flachskönigin (reina del lino), Handelsbraut (novia comercial), Raufbraut (novia tosca): La chica más bonita fue elegida para ser la "novia traviesa" en el momento de la rotura del lino.
- Brechelbusch (arbusto peludo):  Rueca recubierta de lino. La Brechelbusch parecía un abeto decorado con cintas que una niña arrojaba debajo de los niños para que pudieran luchar por él: quien la conquistara se ganaba el favor de la Brechelbraut.
- Farkel: En la parte trasera de su bata, la Brechelbraut llevaba una corona de lino, que los chicos intentaban remojar con un balde de agua para que la chica se colgara la falda y las enaguas para que se secaran.
- Agenschoppen: Las niñas metieron el desperdicio del lino (Agen) en la cintura de los niños, lo que sirvió como una excusa lúdica para tocar rápidamente los genitales masculinos.
- Fleischhaufen (pila de carne): Después de bailar, todos los participantes se tiraron al suelo, creando la mayor multitud posible, en la que hubo una oportunidad para el contacto mutuo. Esta costumbre fue particularmente ofensiva y fue condenada en numerosos sermones.
- flachsbrecheln (rotura de lino): "contar tonterías, hacer bromas estúpidas".
- haardörren (secado de cabello): secado de lino o coito.
- Brechelkinder: Niños nacidos en otoño que pueden haber sido concebidos en la sala de hilado, durante el desmoronamiento del lino en los meses de invierno anteriores.